# Sebastian Baldauf
Sebastian Baldauf (Niedersonthofen, Waltenhofen, Baviera, 22 de gener de 1989) és un ciclista alemany, professional des del 2013 i actualment a les files del Team Vorarlberg.